# Soyo
Soyo (također i Mbanza Soyo) grad je i luka u angolskoj provinciji Zaire. Tijekom portugalske vladavine zvao se Santo António do Zaire. Nalazi se na ušću rijeke Kongo, ujedno i granice s Demokratskom Republikom Kongo, tristotinjak kilometara sjeverno od glavnog grada, Luande.
Područje je najpoznatije po offshore naftnim platformama i drugo je u Angoli po proizvodnji nafte (iza Cabinde).
Prema procjeni iz 2010. godine, Soyo je imao 77.368 stanovnika.